# Rossia moelleri
Rossia moelleri är en bläckfiskart som beskrevs av Japetus Steenstrup 1856. Rossia moelleri ingår i släktet Rossia och familjen Sepiolidae. IUCN kategoriserar arten globalt som livskraftig. Inga underarter finns listade i Catalogue of Life.